# Amage
Amage est une commune française située dans le département de la Haute-Saône, en Franche-Comté, dans la région administrative Bourgogne-Franche-Comté.

## Géographie

### Localisation
Amage est un village des Vosges saônoises situé en bordure de la région des Mille étangs, à 9 km à vol d'oiseau à l'est de Luxeuil-les-Bains, 10 km au sud du Val-d'Ajol, 64 km à l'ouest de Mulhouse, 17 km au nord de Lure et 34 km au nord-est de Vesoul.
Elle se trouve à la limite intérieure nord-ouest du parc naturel régional des Ballons des Vosges.
Amage fait partie de l'Aire d'attraction de Luxeuil-les-Bains et de son bassin de vie, ainsi que de la zone d'emploi de Vesoul.

### Communes limitrophes
Les communes limitrophes sont  Breuchotte, La Bruyère, La Proiselière-et-Langle, Raddon-et-Chapendu, Saint-Bresson et Sainte-Marie-en-Chanois.

### Géologie et relief
La superficie de la commune est de 6,54 km2 ; son altitude varie de 334  à   560 mètres.

### Hydrographie

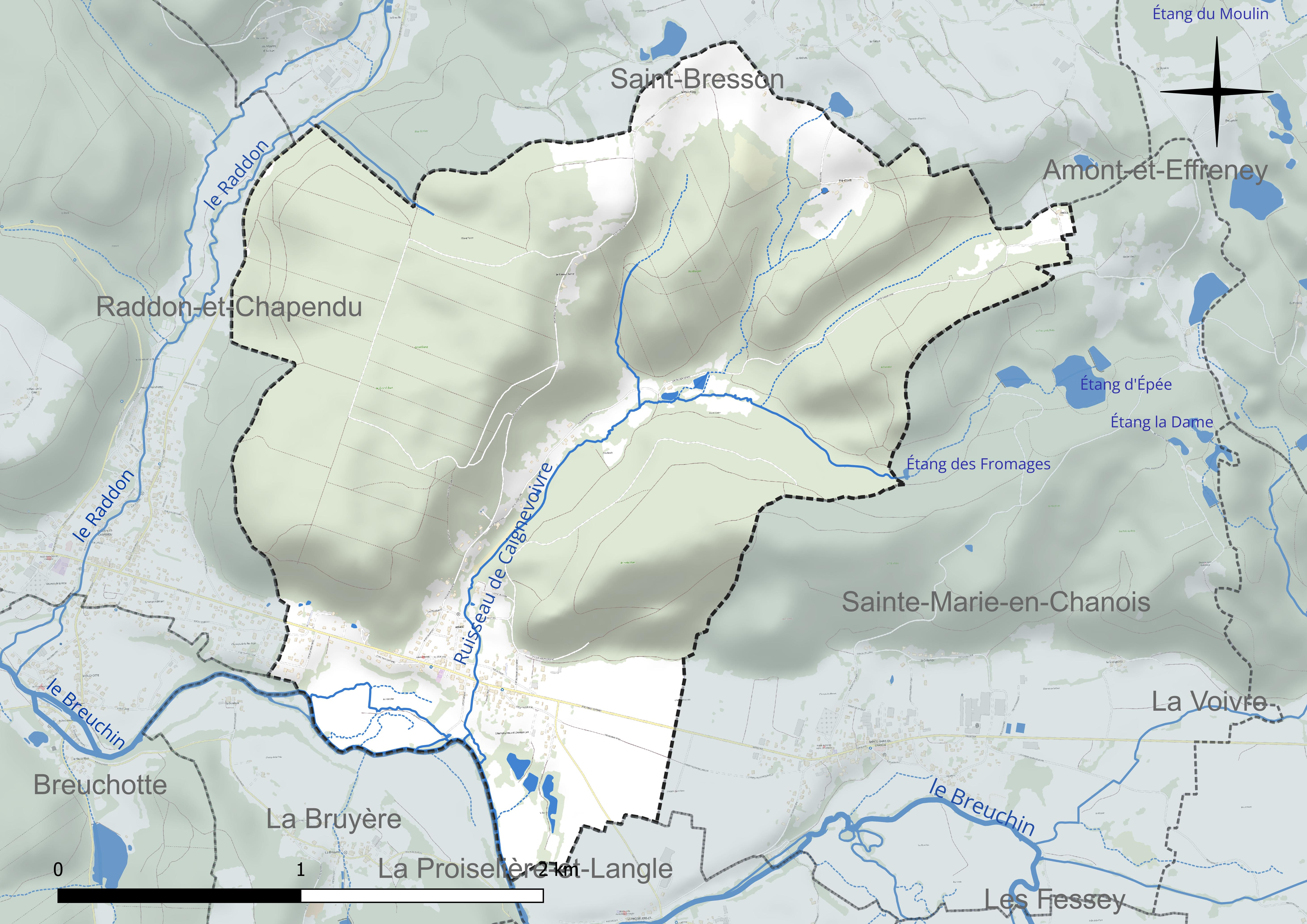
Carte hydrographique de la commune.

La commune est baignée par les eaux du Breuchin, sur lequel se trouve l'ancien « Moulin Saguin », qui a cessé son exploitation en 1986 et a été réhabilité en 2019 après l'arasement du barrage.

### Climat
Pour des articles plus généraux, voir Climat de la Bourgogne-Franche-Comté et Climat de la Haute-Saône.
En 2010, le climat de la commune est de type climat de montagne, selon une étude du Centre national de la recherche scientifique s'appuyant sur une série de données couvrant la période 1971-2000. En 2020, Météo-France publie une typologie des climats de la France métropolitaine dans laquelle la commune est exposée à un climat semi-continental et est dans la région climatique Lorraine, plateau de Langres, Morvan, caractérisée par un hiver rude (1,5 °C), des vents modérés et des brouillards fréquents en automne et hiver.
Pour la période 1971-2000, la température annuelle moyenne est de 9,5 °C, avec une amplitude thermique annuelle de 17,3 °C. Le cumul annuel moyen de précipitations est de 1 477 mm, avec 14,2 jours de précipitations en janvier et 10,8 jours en juillet. Pour la période 1991-2020, la température moyenne annuelle observée sur la station météorologique de Météo-France la plus proche, « Fougerolles », sur la commune de Fougerolles-Saint-Valbert à 9 km à vol d'oiseau, est de 10,2 °C et le cumul annuel moyen de précipitations est de 1 513,4 mm. 
La température maximale relevée sur cette station est de 38,5 °C, atteinte le 25 juillet 2019 ; la température minimale est de −22 °C, atteinte le 8 janvier 1985,,.
Les paramètres climatiques de la commune ont été estimés pour le milieu du siècle (2041-2070) selon différents scénarios d'émission de gaz à effet de serre à partir des nouvelles projections climatiques de référence DRIAS-2020. Ils sont consultables sur un site dédié publié par Météo-France en novembre 2022.

## Urbanisme

### Typologie
Au 1er janvier 2024, Amage est catégorisée commune rurale à habitat dispersé, selon la nouvelle grille communale de densité à sept niveaux définie par l'Insee en 2022.
Elle est située hors unité urbaine. Par ailleurs la commune fait partie de l'aire d'attraction de Luxeuil-les-Bains, dont elle est une commune de la couronne,. Cette aire, qui regroupe 41 communes, est catégorisée dans les aires de moins de 50 000 habitants,.

### Occupation des sols

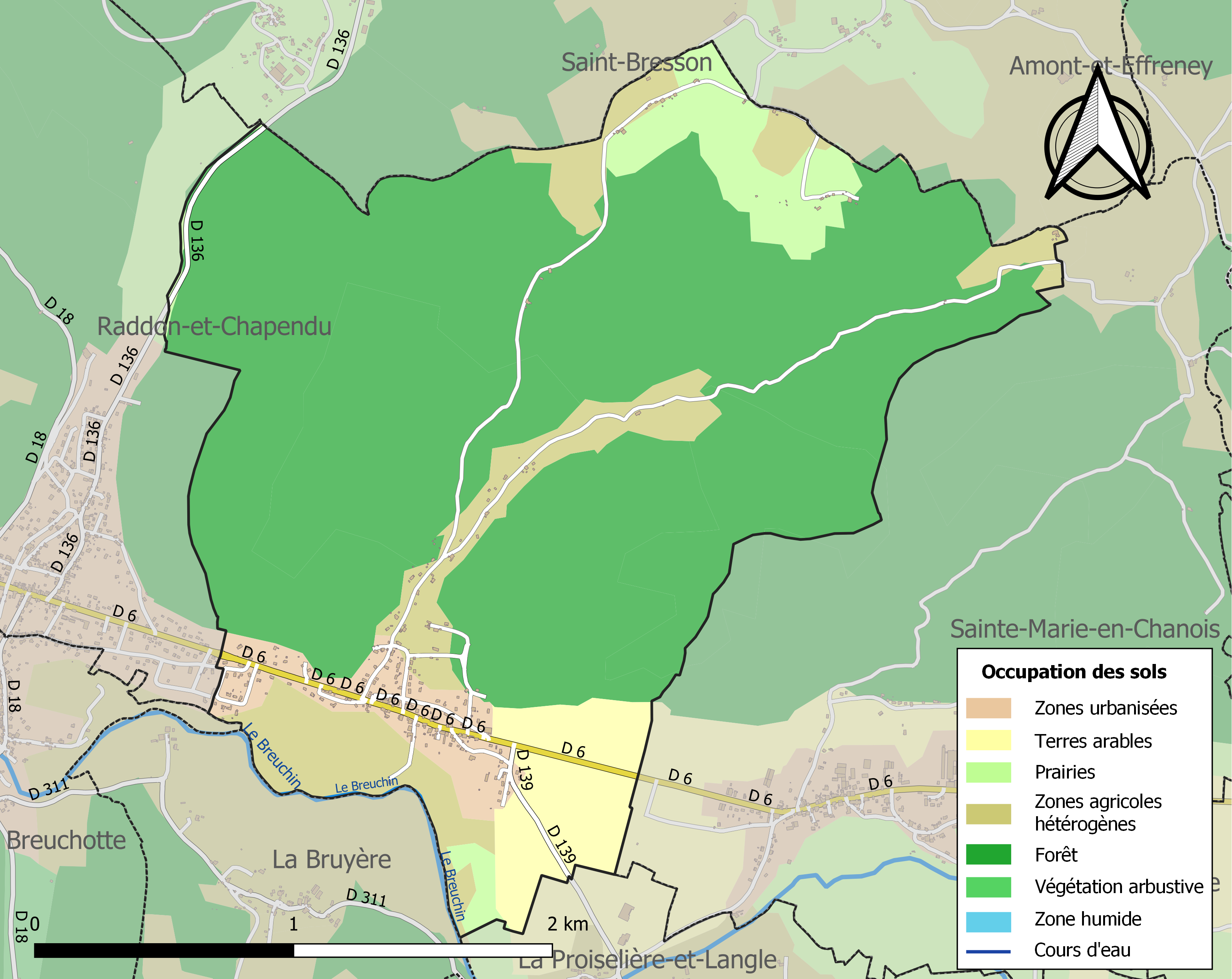
Carte des infrastructures et de l'occupation des sols de la commune en 2018 (CLC).

L'occupation des sols de la commune, telle qu'elle ressort de la base de données européenne d’occupation biophysique des sols Corine Land Cover (CLC), est marquée par l'importance des forêts et milieux semi-naturels (72,5 % en 2018), une proportion sensiblement équivalente à celle de 1990 (72,2 %). La répartition détaillée en 2018 est la suivante : 
forêts (72,5 %), zones agricoles hétérogènes (12,1 %), terres arables (5,5 %), prairies (5,4 %), zones urbanisées (4,6 %). L'évolution de l’occupation des sols de la commune et de ses infrastructures peut être observée sur les différentes représentations cartographiques du territoire : la carte de Cassini (XVIIIe siècle), la carte d'état-major (1820-1866) et les cartes ou photos aériennes de l'IGN pour la période actuelle (1950 à aujourd'hui).

### Habitat et logement
En 2020, le nombre total de logements dans la commune était de 160, alors qu'il était de 153 en 2015 et de 150 en 2010.
Parmi ces logements, 83,8 % étaient des résidences principales, 8,1 % des résidences secondaires et 8,1 % des logements vacants. Ces logements étaient pour 96,2 % d'entre eux des maisons individuelles et pour 3,8 % des appartements.
Le tableau ci-dessous présente la typologie des logements à Amage en 2020 en comparaison avec celle de la Haute-Saône et de la France entière. Une caractéristique marquante du parc de logements est ainsi une proportion de résidences secondaires et logements occasionnels (8,1 %) supérieure à celle du département (6,2 %) mais inférieure à celle de la France entière (9,7 %).
| Typologie                                               | Amage | Haute-Saône | France entière |
| ------------------------------------------------------- | ----- | ----------- | -------------- |
| Résidences principales (en %)                           | 83,8  | 83          | 82,1           |
| Résidences secondaires et logements occasionnels (en %) | 8,1   | 6,2         | 9,7            |
| Logements vacants (en %)                                | 8,1   | 10,7        | 8,2            |

### Voies de communication et transports
La commune est située sur la RD 6, qui la relie à Luxeuil-les-Bains et Faucogney-et-la-Mer.

## Toponymie

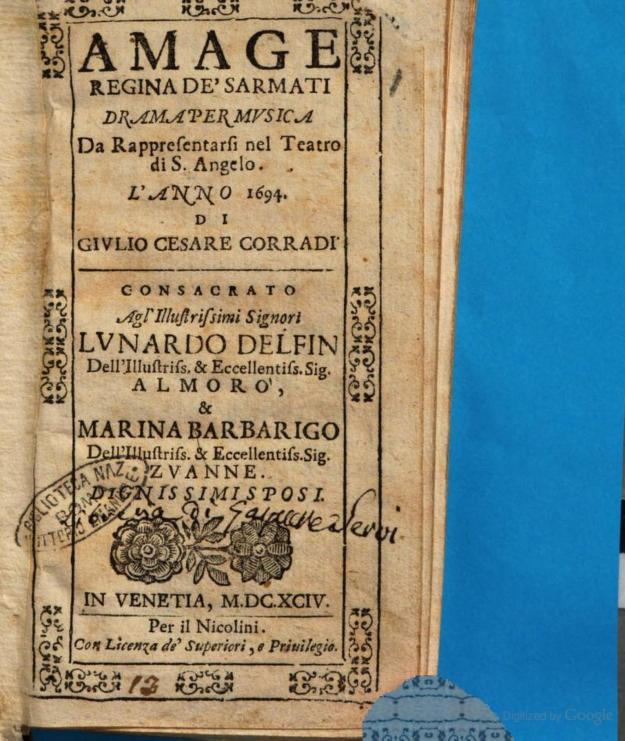
Giulio Cesare Corradi : Amage reine des Sarmates (1694)

Amage est le nom de la reine des Sarmates, éponyme d'un drame lyrique italien.
Le nom d'Amage se retrouve déjà au haut Moyen Âge, il est issu du prototype Hamavia,,

## Histoire

### Antiquité
Amage fait partie des lieux cités comme possible emplacement de l'ancienne Amagétobrie.

### Moyen Âge
Elle appartient à la gruerie du comté de Bourgogne aux XIVe et XVe siècles.

### Époque contemporaine
La commune a été desservie de 1902 à 1937 par la ligne Vesoul - Corravillers des Chemins de fer vicinaux de la Haute-Saône, un réseau départemental de chemin de fer secondaire à voie métrique,. La gare du Tacot est devenue une salle municipale.

## Politique et administration

### Rattachements administratifs et électoraux

#### Rattachements administratifs
La commune se trouve dans l'arrondissement de Lure du département de la Haute-Saône
Elle faisait partie depuis 1793 du canton de Faucogney-et-la-Mer. Dans le cadre du redécoupage cantonal de 2014 en France, cette circonscription administrative territoriale a disparu, et le canton n'est plus qu'une circonscription électorale.

#### Rattachements électoraux
Pour les élections départementales, la commune fait partie depuis 2014 du canton de Mélisey
Pour l'élection des députés, elle fait partie de la deuxième circonscription de la Haute-Saône.

### Intercommunalité
Amage est membre de la communauté de communes des mille étangs, un établissement public de coopération intercommunale (EPCI) à fiscalité propre créé initialement fin 2002  et auquel la commune a transféré un certain nombre de ses compétences, dans les conditions déterminées par le code général des collectivités territoriales.

### Liste des maires
| Période                                  | Période                    | Identité          | Étiquette | Qualité                                                                                     |
| ---------------------------------------- | -------------------------- | ----------------- | --------- | ------------------------------------------------------------------------------------------- |
| Les données manquantes sont à compléter. |                            |                   |           |                                                                                             |
|                                          |                            |                   |           |                                                                                             |
| avant 1995                               |                            | Bernard Grandhaye | PS        |                                                                                             |
|                                          |                            |                   |           |                                                                                             |
| mars 2001                                | mars 2008                  | Jean-Louis Petit  |           |                                                                                             |
| mars 2008                                | mai 2023                   | Bruno Heymann     |           | Retraité de l'enseignement Vice-président de la CC des 1000 étangs (2014 → ) Démissionnaire |
| mai 2023                                 | En cours (au 28 mars 2024) | Pascal Thouvenot  |           | Cadre administratif ou commercial d'entreprise                                              |

### Finances locales
En 2015, les finances communales était constituées ainsi :
- total des produits de fonctionnement : 186 000 €, soit 537 € par habitant ;
- total des charges de fonctionnement : 178 000 €, soit 515 € par habitant ;
- total des ressources d’investissement : 167 000 €, soit 483 € par habitant ;
- total des emplois d’investissement : 40 000 €, soit 115 € par habitant ;
- endettement : 205 000 €, soit 591 € par habitant.

Avec les taux de fiscalité suivants :
- taxe d'habitation : 12,31 % ;
- taxe foncière sur le bâti : 11,41 % ;
- taxe foncière sur les propriétés non bâties : 55,34 % ;
- taxe additionnelle à la taxe foncière sur les propriétés non bâties : 58,19 % ;
- cotisation foncière des entreprises : 23,28 %.

## Population et société

### Démographie
L'évolution du nombre d'habitants est connue à travers les recensements de la population effectués dans la commune depuis 1793. Pour les communes de moins de 10 000 habitants, une enquête de recensement portant sur toute la population est réalisée tous les cinq ans, les populations de référence des années intermédiaires étant quant à elles estimées par interpolation ou extrapolation. Pour la commune, le premier recensement exhaustif entrant dans le cadre du nouveau dispositif a été réalisé en 2004.

En 2022, la commune comptait 305 habitants, en évolution de −12,61 % par rapport à 2016 (Haute-Saône : −1,4 %, France hors Mayotte : +2,11 %).
| 1793 | 1800 | 1806 | 1821 | 1831 | 1836 | 1841 | 1846 | 1851 |
| ---- | ---- | ---- | ---- | ---- | ---- | ---- | ---- | ---- |
| 347  | 367  | 335  | 384  | 504  | 531  | 576  | 602  | 603  |

| 1856 | 1861 | 1866 | 1872 | 1876 | 1881 | 1886 | 1891 | 1896 |
| ---- | ---- | ---- | ---- | ---- | ---- | ---- | ---- | ---- |
| 513  | 551  | 550  | 550  | 549  | 556  | 525  | 480  | 452  |

| 1901 | 1906 | 1911 | 1921 | 1926 | 1931 | 1936 | 1946 | 1954 |
| ---- | ---- | ---- | ---- | ---- | ---- | ---- | ---- | ---- |
| 414  | 406  | 378  | 332  | 299  | 296  | 275  | 225  | 264  |

| 1962 | 1968 | 1975 | 1982 | 1990 | 1999 | 2004 | 2006 | 2009 |
| ---- | ---- | ---- | ---- | ---- | ---- | ---- | ---- | ---- |
| 230  | 208  | 200  | 228  | 242  | 293  | 337  | 353  | 335  |

| 2014 | 2019 | 2022 | - | - | - | - | - | - |
| ---- | ---- | ---- | - | - | - | - | - | - |
| 349  | 317  | 305  | - | - | - | - | - | - |

## Économie
Une supérette a ouvert fin 2023 dans le village.

## Culture locale et patrimoine

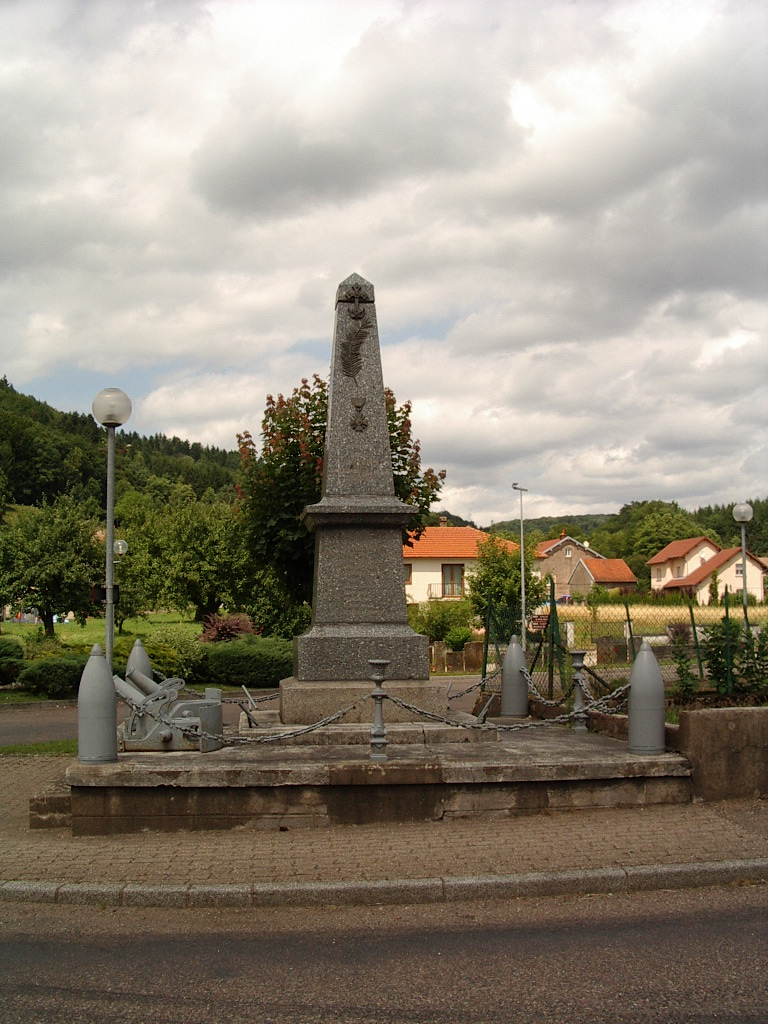
Le monument aux morts.

### Lieux et monuments
Le village bénéficie d'un environnement rural et forestier propice aux randonnées, circuits Pré d'Oro et des Deux Bans. Un relais pique-nique est ouvert dans le village.
Outre les trois fontaines, les visiteurs et associations ont accès à la gare du tacot et aux vestiges d'un centre hospitalier de l'ordre de Saint-Antoine. Une statue de Saint-Antoine en provenant est conservée au Château de Fougerolles.
On peut ainsi signaler : 
- Ancienne gare du tacot (Chemins de fer vicinaux de la Haute-Saône) transformée en salle polyvalente ; a gardé son cachet ancien ;
- Fontaines de la fin du XIXe siècle et du début du XXe siècle.
- Monument aux Morts[39].
- Tissage de coton Dreyer, actuellement entrepôt commercial[40].
- Moulin à farine Grandjean, puis usine de produits pour l'alimentation animale Sagui[41].
- Sentiers de randonnée.

### Personnalités liées à la commune
- Alexandre Jeudy, né à Amage en 1890, fusillé pour l'exemple le 19 octobre 1914 pour abandon de poste, au début de la Première Guerre mondiale, avec 6 autres camarades. La commune a formulé une demande de réhabilitation[42],[43]

### Héraldique
| Blason de Amage | Blason  | D’argent au tau d’azur, à la bordure de gueules. |
| Blason de Amage | Détails | Le statut officiel du blason reste à déterminer. |